# Linyphia nitens
Linyphia nitens là một loài nhện trong họ Linyphiidae.
Loài này thuộc chi Linyphia. Linyphia nitens được Arthur T. Urquhart. miêu tả năm 1893.